# Alcide Ponga
Alcide Ponga, né le 23 mai 1975 à Nouméa, est un homme politique français de Nouvelle-Calédonie. Kanak non-indépendantiste, il est président du parti Le Rassemblement depuis décembre 2022 (par intérim jusqu'en avril 2024), maire de Kouaoua de 2014 à 2025, et président du gouvernement de la Nouvelle-Calédonie depuis le 16 janvier 2025,.

## Origines et formation
Alcide Ponga est le fils de Léontine Ponga (née Wema), élue à la Province Nord et au Congrès de 2009 à 2014, et de Théophile Ponga, conseiller régional de l'Est puis lui-aussi conseiller provincial du Nord ainsi que membre du Congrès de 1988 à 1989 et de 1991 à sa mort en 1992, et le neveu de Maurice Ponga, membre du gouvernement de la Nouvelle-Calédonie de 1999 à 2009 et député européen pour la section Pacifique de la circonscription Outre-mer de 2009 à 2019. Issu d'une famille kanak engagée pour le maintien de la Nouvelle-Calédonie dans la France, Alcide Ponga est originaire d'une lignée protestante impliquée dans la politique locale depuis plusieurs générations. Ses grands-parents et arrières-grands-parents ont participé à la création de l'Association des Indigènes Calédoniens Loyalistes Français (AICLF) puis de l'Union calédonienne (UC) et ont finalement rejoint Jacques Lafleur pour fonder le Rassemblement pour la Calédonie (RPC) devenu ensuite le Rassemblement pour la Calédonie dans la République (RPCR) et finalement Le Rassemblement.
Après une scolarité primaire passée dans le village d'origine de sa famille, Kouaoua, il réalise son second degré à Nouméa et obtient un baccalauréat au lycée Lapérouse. Il réalise alors un premier stage de quatre mois en tant qu'assistant comptable à la Société Le Nickel et rejoint une classe préparatoire aux grandes écoles (CPGE) au lycée Jules-Garnier. Puis, il bénéficie du programme « 400 cadres » pour partir étudier en France métropolitaine, à Toulouse pour avoir un diplôme universitaire de technologie (DUT) en gestion des entreprises et des administrations de l'Université Toulouse-III-Paul-Sabatier, une licence d'administration publique (LAP) et finalement une maîtrise en sciences politiques à l'université Toulouse-Capitole.

## Carrière professionnelle
Issu d'un village minier de la côte Est, Alcide Ponga a fait sa carrière professionnelle dans l'industrie du nickel, secteur clé de l'économie néo-calédonienne. Il a ainsi occupé le poste de cadre dirigeant d'abord à la SLN en tant que chef de service administratif de 2001 à 2010, puis chez Koniambo Nickel SAS (KNS) de septembre 2010 à la fermeture de l'usine du Nord en août 2024. Il est ainsi successivement chef du département des relations de travail jusqu'en avril 2011 puis directeur des affaires externes de KNS,. Par ailleurs, comme ses parents avant lui, il s'engage bénévolement auprès de la Fédération de l'enseignement libre protestant (FELP) dont il est le trésorier depuis 2009.

## Carrière politique

### Mandats locaux
Alcide Ponga est entré en politique en se faisant élire maire de Kouaoua à la tête d'une liste sans étiquette qui remporte le deuxième tour des élections municipales du 30 mars 2014 avec 34,3 % des suffrages et 11 sièges sur 15. Il est le premier non-indépendantiste à diriger cette petite commune jusqu'ici majoritairement indépendantiste. Il est réélu à la suite des élections municipales suivantes en 2020, de nouveau au second tour mais cette fois-ci avec une majorité des suffrages exprimés (52,8 %) face à une liste d'union indépendantiste, gagnant un siège de plus (12 conseillers municipaux sur 15).
Puis, il est choisi pour mener la liste « Agissons pour le Nord » qui réunit Le Rassemblement à d'autres partis de la droite et du centre non-indépendantiste (Les Républicains calédoniens, le Mouvement populaire calédonien, le Mouvement républicain calédonien, Tous Calédoniens) lors des élections provinciales du 12 mai 2019 dans le Nord. Ils recueillent 12,2 % des voix pour 3 élus sur 22 à l'assemblée provinciale, dont 2 des 15 conseillers siégeant aussi au Congrès de la Nouvelle-Calédonie, l'assemblée législative de l'archipel. Alcide Ponga fait donc alors son entrée dans ces deux institutions,.

### Présidence du Rassemblement
Alcide Ponga a d'abord assuré la présidence par intérim du Rassemblement à partir de décembre 2022, à la suite de la démission de Thierry Santa. Il a été officiellement élu président du parti le 21 avril 2024, devenant ainsi le premier Kanak à occuper cette fonction.

### Candidature aux élections législatives de 2024
Lors des élections législatives des 30 juin et 7 juillet 2024, il est le candidat investi conjointement par Le Rassemblement et la coalition Les Loyalistes dans la 2e circonscription (à savoir la totalité de la Grande Terre à l'exception de Nouméa et les îles Belep). Dans un contexte marqué par les émeutes commencées le 13 mai précédent, il est battu au second tour par Emmanuel Tjibaou qui devient ainsi le premier député indépendantiste pour la Nouvelle-Calédonie depuis 1986.

### Présidence du gouvernement de la Nouvelle-Calédonie
Alcide Ponga est élu président du gouvernement de la Nouvelle-Calédonie le 8 janvier 2025, succédant à l'indépendantiste Louis Mapou (Palika-UNI) après la chute du dix-septième gouvernement en décembre 2024. Il entre en fonction sept jours après son élection, délai légal maximum, dans la nuit du 15 au 16 janvier 2025 à minuit, les membres du dix-huitième gouvernement ne s'étant pas mis d'accord auparavant sur la répartition des secteurs d'animation et de contrôle,. Pour ne pas cumuler de mandat, il démissionne le 21 janvier 2025 de la mairie de Kouaoua, avec le souhait de rester malgré tout adjoint.
Il prononce sa déclaration de politique générale le 20 février devant le Congrès.

### Positions politiques
Alcide Ponga est un anti-indépendantiste néo-calédonien, ou « loyaliste », de tradition gaulliste et démocrate-chrétienne. Son parti, Le Rassemblement, est par ailleurs associé sur le plan national au mouvement Les Républicains (LR). Depuis qu'il dirige Le Rassemblement, il est engagé dans une coopération avec d'autres partis non-indépendantistes et notamment avec la coalition Les Loyalistes, pour sa part proche du parti Renaissance. Sur le plan institutionnel, il est favorable à un renforcement de l'importance des Provinces.[réf. nécessaire]